# Павел (Машинин)
Архиепископ Па́вел (в миру Пантелеймо́н Кузьми́ч Маши́нин) родился в 1905 в старообрядческой семье казаков-некрасовцев, вынужденных жить в Турции. В 1925 году он со многими старообрядцами переехал в Грузию. В годы войны П.К. Машинин принял участие в битве на Курской дуге и в освобождении Сум и Полтавы. Во второй половине 1950-х годов был рукоположен во священника для прихода села Григолети Ланчхутского района Грузии. Овдовел. Архиерейским собором 1966 г. избран кандидатом в епископы. Осенью 1966 г. принял монашеский постриг с наречением имени Павел, а 26 ноября 1966 в Новозыбкове хиротонисан во епископа Понтийского и Азово-Черноморского. 27 июля 1969 г. епископ Павел был избран архиепископом. В июле 1977 года по ухудшении здоровья ушёл на покой. Скончался 26 сентября 1980 г.